# Saint-Clair (Ardèche)
Saint-Clair település Franciaországban, Ardèche megyében. Lakosainak száma 1292 fő (2022. január 1.). Saint-Clair Boulieu-lès-Annonay, Davézieux, Peaugres és Savas községekkel határos.

## Népesség
A település népessége az elmúlt években az alábbi módon változott:
| Lakosok száma | 281  | 641  | 742  | 999  | 1068 | 1076 | 1119 | 1187 | 1225 | 1292 |
|               | 1968 | 1982 | 1990 | 2006 | 2013 | 2015 | 2017 | 2019 | 2020 | 2022 |